# Дом-корабль (Москва)
Дом-корабль — 14-этажный жилой дом на Большой Тульской улице в Москве, известный своей необычной формой и колоссальными размерами (длина составляет 400 метров). Известен также как «Титаник», «дом атомщиков», «дом холостяка» и «лежачий небоскрёб».

## Описание
«Дом атомщиков» строился Министерством среднего машиностроения (атомной промышленности) СССР. Строительством занималась группа архитекторов под руководством Владимира Бабада и Всеволода Воскресенского. Дом был достроен в 1986 году (строительство начато в 1972).
Длина дома составляет 400 м, ширина — 15 м, а высота — 50 метров. 14 этажей, два технических этажа, не имеющих окон. Также в нём есть двухуровневые квартиры (12 и 14 этажи), а жилыми являются все этажи, кроме второго и тринадцатого. Всего в доме 980 квартир.
В один конец дома вселялись жильцы, когда второй конец дома ещё строился.
В силу того, что главный прораб дома В. Бабад раньше занимался только строительством атомных реакторов, некоторые их особенности он перенёс на данный дом. Например, дом обладает высокой сейсмической устойчивостью — фасады и торцы дома расположены под углами 87° и 93° (а не в 90°) относительно друг друга для препятствия складыванию.
Название «Дом холостяка» за зданием закрепилось из-за того, что именно в этом доме холостякам выдавались однокомнатные квартиры.
Здесь в 1986—1993 годах жил физик В. А. Цукерман.

## Галерея
| - В середине 2000-х годов - В 2014 году - В 2019 году - С обратной (южной) стороны, в 2022 году |